# Mecze reprezentacji Polski U-23 w piłce nożnej mężczyzn prowadzonej przez Andrzeja Zamilskiego
Zestawienie spotkań Reprezentacji Polski U-23 pod wodzą Andrzeja Zamilskiego.

## Oficjalne międzynarodowe spotkania
| Nr | Przeciwnik | Miejsce   | Data                 | Impreza         | Wynik (Polska – przeciwnik) | Przypisy    |
| -- | ---------- | --------- | -------------------- | --------------- | --------------------------- | ----------- |
| 1  | Iran       | Teheran   | 9 października 2010  | mecz towarzyski | 1:1                         | [ 1 ] [ 2 ] |
| 2  | Walia      | Broughton | 12 października 2010 | mecz towarzyski | 2:0                         | [ 3 ]       |

## Bilans
|                 | zwycięstwa | remisy | porażki |
| ogółem          | 1          | 1      | 0       |
| dom             | -          | -      | -       |
| wyjazd          | 1          | 1      | 0       |
| neutralny teren | -          | -      | -       |

|                 | strzelone | stracone |
| ogółem          | 3         | 1        |
| dom             | -         | -        |
| wyjazd          | 3         | 1        |
| neutralny teren | -         | -        |

|      | zwycięstwa | remisy | porażki |
| 2010 | 1          | 1      | 0       |

|      | strzelone | stracone |
| 2010 | 3         | 1        |

## Szczegóły
| 9 października 2010 13:00 CEST | Iran · Karim Ansari 54' | 1:1(0:1) | Polska · 36' Cezary Wilk | Teheran, Tachti Stadium Sędzia: Masoud Moradi (Iran) |
|                                |                         |          |                          |                                                      |

Iran: Mohammad Saleh Khalil Azad – Seyed Reza Talabeh Yazdi, Rasoul Kor, Ali Zeynali, Amir Sharafi – Kamal Kamyabi Nia, Mohsen Mosalman (90. Ali Marzban), Hamidreza Ali Asgar (76. Masoud Ebrahimzadeh), Hossein Ibrahimi (86. Arash Afshin) – Karim Ansarifard (73. Seyed Iman Mousavi), Mohammad Reza Khalatbari.

Polska: Grali: Waldemar Sobota (asysta), Cezary Wilk (gol) – reszta składu nie jest znana.
| 12 października 2010 | Walia | 0:2(0:1) | Polska · 45' Tadeusz Socha · 60' Łukasz Hanzel | Broughton |
|                      |       |          |                                                |           |

Walia: Steven Cann – Michael Thomas Pearson, Curtis Earl McDonald, Michael Johnston, Rob Williams, Aeron Edwards, Alex Darlington, Luke Sherbon, Marc Richard Williams, Scott Barrow, Craig Jones.

Polska: Michał Gliwa – Jakub Tosik, Tadeusz Socha, Michał Płotka, Mariusz Pawelec – Maciej Makuszewski, Przemysław Kocot, Marcin Budziński, Łukasz Hanzel, Waldemar Sobota – Daniel Gołębiewski.
W II połowie grali także: Marcin Wodecki, Przemysław Trytko.